# 157640 Baumeler
157640 Baumeler este un asteroid din centura principală de asteroizi.

## Descriere
157640 Baumeler este un asteroid din centura principală de asteroizi. A fost descoperit pe 1 decembrie 2006 la Marly de Peter Kocher. Asteroidul prezintă o orbită caracterizată de o semiaxă mare de 3,21 ua, o excentricitate de 0,11 și o înclinație de 9,3° în raport cu ecliptica.